# Oxneria ulophyllodes
Oxneria ulophyllodes är en lavart som först beskrevs av Räsänen, och fick sitt nu gällande namn av S. Y. Kondr. & Kärnefelt. Oxneria ulophyllodes ingår i släktet Oxneria och familjen Teloschistaceae.   Inga underarter finns listade i Catalogue of Life.
I den svenska databasen Dyntaxa används istället namnet Xanthoria ulophyllodes för samma taxon.  Arten har ej påträffats i Sverige.